# Combinado nórdico nos Jogos Olímpicos de Inverno de 2018 - Equipes
A competição por equipes do combinado nórdico nos Jogos Olímpicos de Inverno de 2018 ocorreu em 22 de fevereiro no Centro de Salto de Esqui Alpensia e no Centro de Esqui Cross-Country Alpensia localizados em Daegwallyeong-myeon, PyeongChang.

## Medalhistas
|  | GER Alemanha                                              |  | NOR Noruega                                                 |  | AUT Áustria                                              |
|  | Vinzenz Geiger Fabian Rießle Eric Frenzel Johannes Rydzek |  | Jan Schmid Espen Andersen Jarl Magnus Riiber Jørgen Graabak |  | Wilhelm Denifl Lukas Klapfer Bernhard Gruber Mario Seidl |

## Resultados

### Salto de esqui
A competição de saltos define a ordem de largada das equipes no cross-country. O evento ocorreu às 16:30.
| Pos. | Bib                    | País                                                                         | Distância (m)           | Pontos                        | Diferença |
| ---- | ---------------------- | ---------------------------------------------------------------------------- | ----------------------- | ----------------------------- | --------- |
| 1    | 7 7–1 7–2 7–3 7–4      | AUT Áustria Mario Seidl Bernhard Gruber Lukas Klapfer Wilhelm Denifl         | 131.0 136.0 131.0 138.5 | 469.5 112.6 117.9 114.6 124.4 | —         |
| 2    | 9 9–1 9–2 9–3 9–4      | GER Alemanha Eric Frenzel Vinzenz Geiger Fabian Rießle Johannes Rydzek       | 137.0 129.5 127.5 138.0 | 464.7 123.6 102.6 109.2 129.3 | +0:06     |
| 3    | 8 8–1 8–2 8–3 8–4      | JPN Japão Hideaki Nagai Go Yamamoto Yoshito Watabe Akito Watabe              | 127.0 132.5 128.0 137.5 | 455.3 106.8 111.3 110.9 126.3 | +0:19     |
| 4    | 10 10–1 10–2 10–3 10–4 | NOR Noruega Jørgen Graabak Jarl Magnus Riiber Espen Andersen Jan Schmid      | 133.5 128.5 132.0       | 449.2 114.4 117.9 105.0 111.9 | +0:27     |
| 5    | 5 5–1 5–2 5–3 5–4      | FRA França François Braud Jason Lamy-Chappuis Antoine Gérard Maxime Laheurte | 129.5 127.5 127.0 133.0 | 417.9 127.0 92.2 97.6 116.4   | +1:09     |
| 6    | 3 3–1 3–2 3–3 3–4      | CZE República Checa Ondřej Pažout Miroslav Dvořák Lukáš Daněk Tomáš Portyk   | 123.0 120.5 119.5 131.0 | 382.2 100.1 88.0 81.5 112.6   | +1:56     |
| 7    | 6 6–1 6–2 6–3 6–4      | FIN Finlândia Ilkka Herola Leevi Mutru Hannu Manninen Eero Hirvonen          | 133.0 108.0 116.0 133.5 | 381.3 116.6 61.3 82.4 121.0   | +1:58     |
| 8    | 1 1–1 1–2 1–3 1–4      | POL Polônia Wojciech Marusarz Paweł Słowiok Adam Cieślar Szczepan Kupczak    | 114.0 107.0 121.5 130.0 | 337.2 72.8 67.9 85.6 110.9    | +2:56     |
| 9    | 2 2–1 2–2 2–3 2–4      | USA Estados Unidos Ben Loomis Ben Berend Taylor Fletcher Bryan Fletcher      | 111.5 120.0 100.0 129.5 | 324.8 78.2 87.5 52.9 106.2    | +3:13     |
| 10   | 4 4–1 4–2 4–3 4–4      | ITA Itália Aaron Kostner Lukas Runggaldier Alessandro Pittin Raffaele Buzzi  | 106.5 105.5 112.5 123.0 | 291.8 69.4 56.9 77.0 88.5     | +3:57     |

### Cross-country
O evento de revezamento do cross-country foi realizado às 19:20. As equipes largaram de forma escalonada e cada atleta percorreu 10 quilômetros.
| Pos. | Bib                    | Atleta                                                                       | Atraso na largada | Tempo cross-country                     | Pos. cross-country | Tempo final | Diferença |
| ---- | ---------------------- | ---------------------------------------------------------------------------- | ----------------- | --------------------------------------- | ------------------ | ----------- | --------- |
| 01 ! | 2 2–1 2–2 2–3 2–4      | GER Alemanha Vinzenz Geiger Fabian Rießle Eric Frenzel Johannes Rydzek       | 0:06              | 46:03.8 11:33.8 11:24.1 11:05.4 12:00.5 | 1                  | 46:09.8     | —         |
| 02 ! | 4 4–1 4–2 4–3 4–4      | NOR Noruega Jan Schmid Espen Andersen Jarl Magnus Riiber Jørgen Graabak      | 0:27              | 46:35.5 11:24.9 11:55.5 11:28.2 11:46.9 | 2                  | 47:02.5     | +52.7     |
| 03 ! | 1 1–1 1–2 1–3 1–4      | AUT Áustria Wilhelm Denifl Lukas Klapfer Bernhard Gruber Mario Seidl         | 0:00              | 47:17.6 11:52.2 11:53.8 11:23.6 12:08.0 | 5                  | 47:17.6     | +1:07.8   |
| 4    | 3 3–1 3–2 3–3 3–4      | JPN Japão Yoshito Watabe Hideaki Nagai Go Yamamoto Akito Watabe              | 0:19              | 47:59.6 11:43.5 11:49.7 12:22.1 12:04.3 | 7                  | 48:18.6     | +2:08.8   |
| 5    | 5 5–1 5–2 5–3 5–4      | FRA França Antoine Gérard François Braud Maxime Laheurte Jason Lamy-Chappuis | 1:09              | 47:28.0 11:39.8 11:47.2 12:00.8 12:00.2 | 6                  | 48:37.0     | +2:27.2   |
| 6    | 7 7–1 7–2 7–3 7–4      | FIN Finlândia Leevi Mutru Ilkka Herola Eero Hirvonen Hannu Manninen          | 1:58              | 46:42.5 11:41.0 11:26.5 11:26.7 12:08.3 | 3                  | 48:40.5     | +2:30.7   |
| 7    | 6 6–1 6–2 6–3 6–4      | CZE República Checa Tomáš Portyk Ondřej Pažout Lukáš Daněk Miroslav Dvořák   | 1:56              | 48:11.1 11:41.5 12:09.3 12:08.1 12:12.2 | 8                  | 50:07.1     | +3:57.3   |
| 8    | 10 10–1 10–2 10–3 10–4 | ITA Itália Lukas Runggaldier Aaron Kostner Raffaele Buzzi Alessandro Pittin  | 3:57              | 47:17.1 11:45.2 12:06.3 11:37.5 11:48.1 | 4                  | 51:14.1     | +5:04.3   |
| 9    | 8 8–1 8–2 8–3 8–4      | POL Polônia Paweł Słowiok Wojciech Marusarz Szczepan Kupczak Adam Cieślar    | 2:56              | 48:28.8 11:44.3 12:20.8 12:22.9 12:00.8 | 10                 | 51:24.8     | +5:15.0   |
| 10   | 9 9–1 9–2 9–3 9–4      | USA Estados Unidos Taylor Fletcher Ben Berend Ben Loomis Bryan Fletcher      | 3:13              | 48:13.5 11:38.7 12:42.3 11:51.3 12:01.2 | 9                  | 51:26.5     | +5:16.7   |

Legenda
| Recorde mundial      | Recorde mundial (World record)               |                       | Recorde africano                      | Recorde africano (African) |                                           | Q | Classificado por posição (Qualified) |
| Recorde olímpico     | Recorde olímpico (Olympic record)            | Recorde da América    | Recorde da América (Americas)         | q                          | Classificado por melhor tempo (Qualified) |   |                                      |
| Melhor marca do ano  | Melhor marca do ano (World leading)          | Recorde asiático      | Recorde asiático (Asian)              | DNS                        | Não largou (Did not start)                |   |                                      |
| Recorde nacional     | Recorde nacional (National record)           | Recorde europeu       | Recorde europeu (European)            | DNF                        | Não terminou (Did not finish)             |   |                                      |
| Recorde pessoal      | Recorde pessoal do atleta (Personal best)    | Recorde da Oceania    | Recorde da Oceania (Oceania)          | DSQ / DQ                   | Desclassificado (Disqualified)            |   |                                      |
| Recorde da temporada | Recorde da temporada do atleta (Season best) | Recorde sul-americano | Recorde sul-americano (South America) | NM                         | Sem marca (No mark)                       |   |                                      |